# Jacarta
Jacarta (pronunciado em português europeu: [ʒɐˈkaɾtɐ]; pronunciado em português brasileiro: [ʒaˈkaʁtɐ, ʒaˈkaɾtɐ]; em língua indonésia: Jakarta, pronunciado: [dʒaˈkarta]) é a capital e maior cidade da Indonésia. Situa-se na ilha de Java e conta com cerca de 35,93 milhões de habitantes na sua área metropolitana, sendo a segunda maior cidade do mundo, atrás de Tóquio. Foi fundada em 1619 pelos neerlandeses com o nome de Batávia, junto à aldeia javanesa de Jacarta. Foi ocupada pelos ingleses entre 1811 e 1814. Tomou o nome actual em 1949.
Jacarta é o centro da economia, cultura e política da Indonésia. A cidade (não a região metropolitana) tinha uma população de 10,56 milhões de pessoas em 2020. A área metropolitana de Jacarta se estende por 6 392 km² e é a segunda área urbana mais populosa atrás apenas de Tóquio. A população total da área metropolitana é de 35,93 milhões (2020). Oportunidades de negócios em Jacarta e sua capacidade de oferecer um padrão de vida potencialmente mais alto do que o disponível em outras partes do país, atraíram migrantes de todo o arquipélago da Indonésia, tornando-a um caldeirão de várias culturas.
Jacarta é uma das cidades mais antigas continuadamente habitadas do Sudeste da Ásia. Estabelecida no século IV como Sunda Kelapa, era um importante porto do Reino de Sonda. Em um certo ponto, era a de facto capital das Índias Orientais Neerlandesas. Jacarta era oficialmente uma cidade dentro de Java Ocidental até 1960, quando foi feita oficialmente como capital do país com status especial provinciano. Como província, seu governo consiste em cinco cidades administrativas e uma regência administrativa. Jacarta é uma cidade global alfa e é o assento do secretariado da ASEAN, tornando-a uma cidade importante para diplomacia internacional. As principais instituições financeiras da Indonésia (como o banco central e a bolsa de valores) estão em Jacarta, assim como a sede de várias companhias domésticas e multinacionais. Em 2022, o PIB (PPC) da cidade girou em torno de US$ 214,6 bilhões.
Os principais desafios de Jacarta incluem rápido crescimento urbano, colapso ecológico, trânsito excessivo, congestionamentos e inundações. Jacarta está afundando a uma média de 17 cm (6,7 polegadas) por ano, o que, junto com a subida do nível do mar, faz com que a cidade seja ainda mais propícia à inundação. É uma das capitais que mais afundam no mundo. Em agosto de 2019, para contornar estes desafios, o presidente Joko Widodo anunciou o processo de transferência da capital da Indonésia de Jacarta para a província de Calimantã Oriental na ilha de Bornéu.

## História

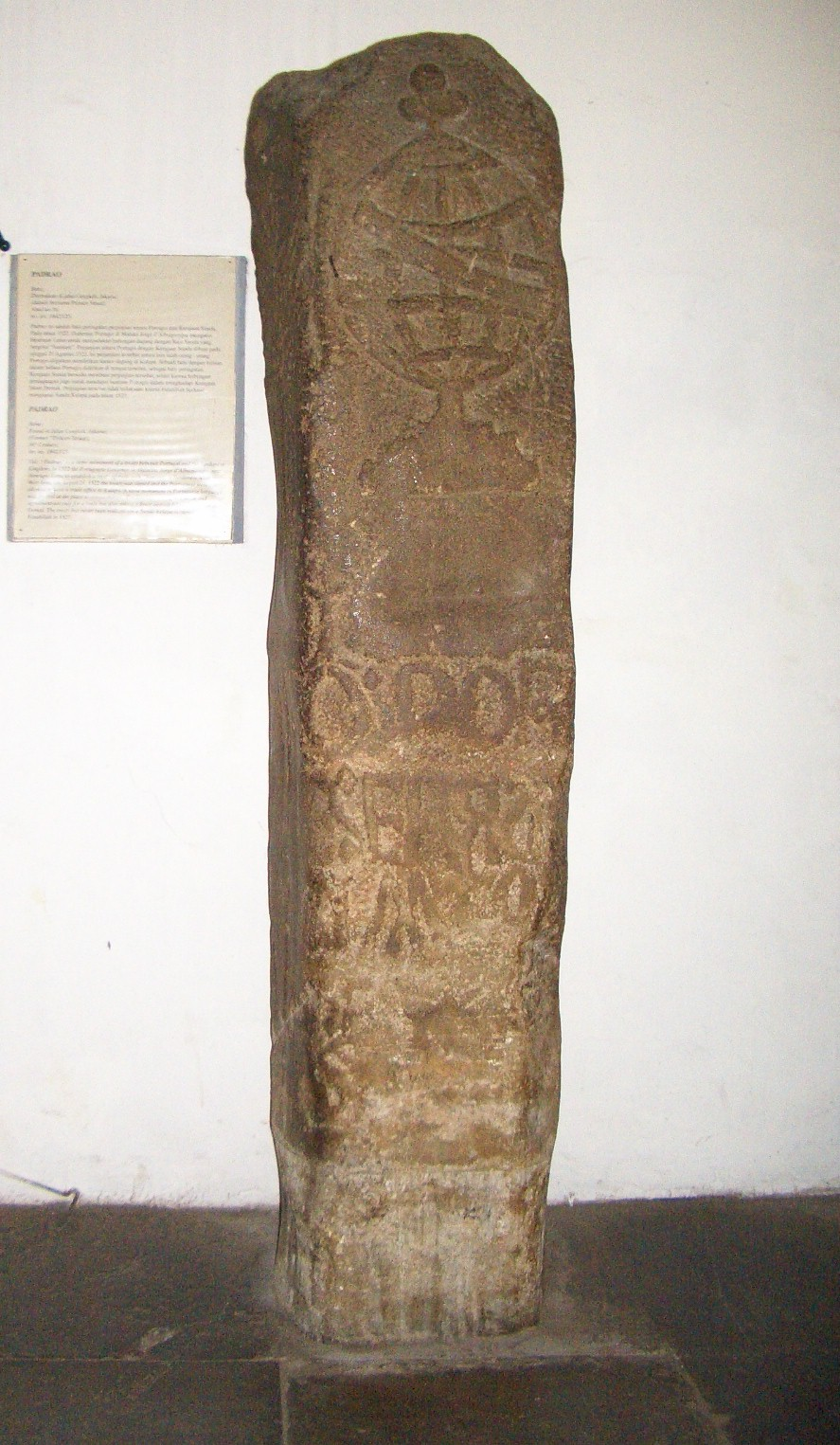
Padrão Luso Sundanês de 1522, Museu Nacional da Indonésia, Jacarta.

Jacarta começou como um pequeno porto junto a um monte ao lado do rio Ciliwung no século XV. Alguns europeus falam de um povoado denominado Kalapa. Era o maior porto do reino hindu de Sonda. A primeira frota europeia foi portuguesa, e chegou à zona em 1513 com quatro navios procedentes de Malaca, procurando uma rota para as "Ilhas das Especiarias" em busca, em particular, de pimenta. Para se defender do o aumento de poder do Sultanato de Demak do centro de Java, o rei hindu de Sonda procurou a ajuda junto dos Portugueses em Malaca, convidando-os a assinar um tratado de paz para o comércio de pimenta e construir uma fortaleza no seu principal porto, Kalapa. O Tratado de Sunda Kalapa (1522) foi assinalado com um padrão de pedra, conhecido como o Padrão Luso Sundanês, mas os portugueses não conseguiriam cumprir a promessa de voltar no ano seguinte para a construção da fortaleza e só retornariam ao mar de Java em Novembro de 1526.
A cidade foi atacada por um jovem guerreiro de nome Fatahillah, dirigente de um reino vizinho, e depois, em 22 de Junho de 1527 mudou de nome, de Kalapa para Jayakarta.

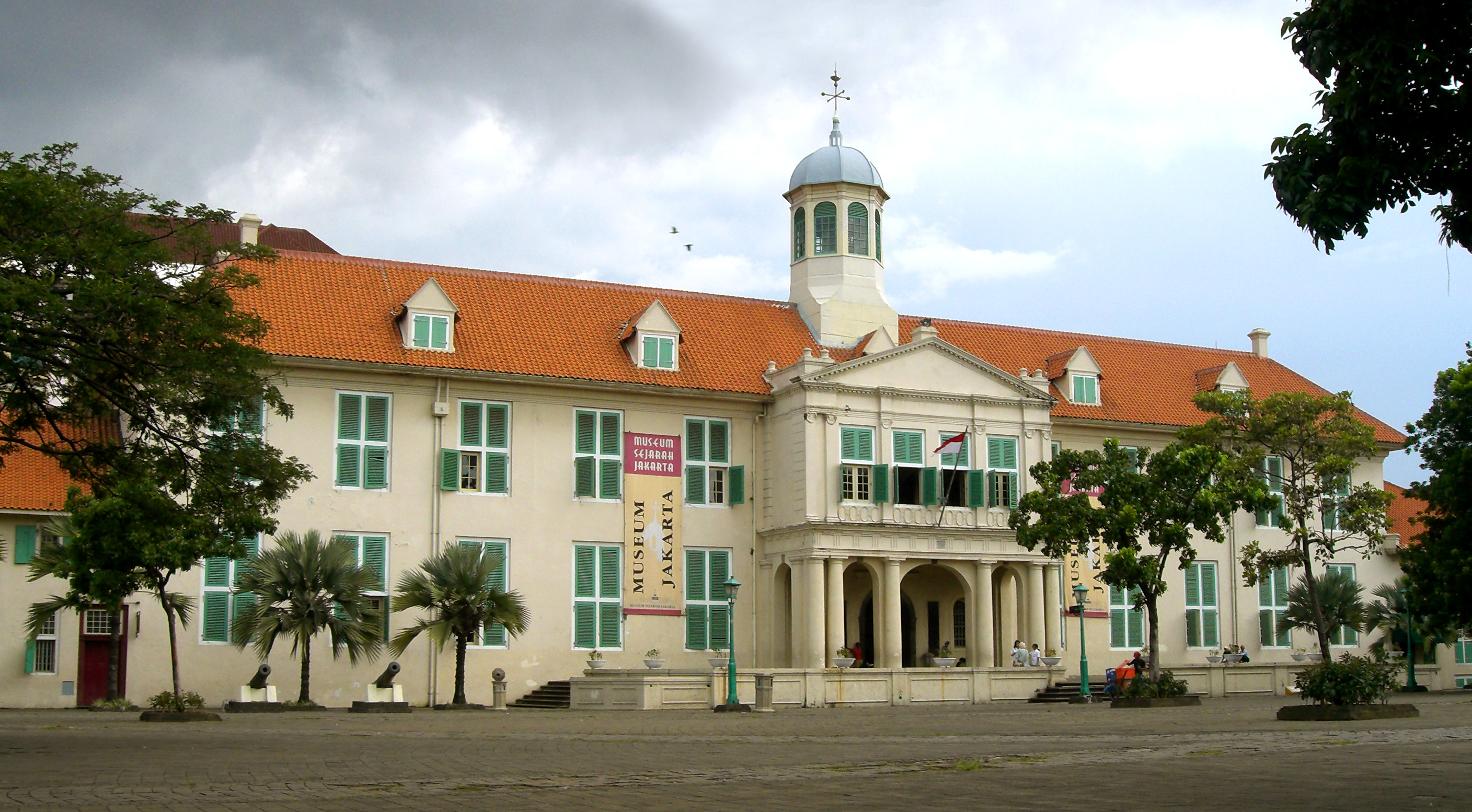
Sede do governador-geral da VOC. O edifício serve hoje como Museu Histórico de Jacarta.

Os neerlandeses chegaram a Jacarta em finais do século XVI e em 1619 as forças da Companhia Holandesa das Índias Orientais, dirigidas por Jan Pieterszoon Coen conquistaram a cidade. Renomearam-na como Batávia. As oportunidades comerciais atraíram para a Insulíndia, sobretudo, imigrantes chineses. As tensões cresceram quando o governo colonial restringiu a imigração chinesa através de deportações. Em 9 de Outubro de 1740, 5 000 chineses foram massacrados e no ano seguinte, os habitantes chineses foram trasladados para Glodok, fora das muralhas da cidade. Em 1818 completou-se o Koningsplein, hoje Praça Merdeka, e Kebayoran Baru que foi a última zona residencial holandesa construída.
Finalmente os japoneses ocuparam-na em 1942, chamando-a com o actual nome. Depois da ocupação, foi estabelecido o primeiro governo republicano em 1950 com capital em Jacarta. O presidente da fundação da Indonésia, Sukarno, previa Jacarta como uma grande cidade internacional. Por essa razão instigou grandes projectos financiados pelo governo. Os projectos incluíam em Jacarta uma grande avenida (Jalan Sudirman), monumentos como o Monumen Nasional, os principais hotéis, e um novo edifício para o parlamento.
Em 1966 Jacarta foi declarada como "distrito capital" (Daerah khusus ibukota), e portanto obteve uma condição aproximadamente equivalente à de um estado ou província.

## Geografia
Jacarta fica na costa noroeste da ilha de Java, junto ao rio Ciliwung na baía de Jacarta, que é uma entrada do mar de Java. A parte norte de Jacarta assenta sobre uma terra plana, aproximadamente a 8m acima do nível do mar, o que contribui para que se formem as habituais inundações. A zona sul da cidade é mais montanhosa. Há aproximadamente 13 rios que correm em Jacarta, sobretudo das partes montanhosas do sul da cidade para o norte e mar de Java. O rio mais importante é o Ciliwung, que divide a urbe em duas zonas: leste e oeste. Jacarta limita geograficamente com a província de Java Ocidental a leste e com Banten a oeste.
As Mil Ilhas (Kepulauã Seribu, em indonésio), que são uma parte da região administrativa de Jacarta, estão situadas na baía de Jacarta. As 105 ilhas que as formam estendem-se ao longo de 45 km a norte da cidade, embora a ilha mais próxima se encontre a apenas uns quilómetros de terra firme.

### Clima
O clima de Jacarta é o tropical, do tipo Am, de acordo com a classificação de Köppen Geiger. Na maioria dos meses do ano, existe uma pluviosidade significativa em Jacarta. Só existe uma curta época seca e não é muito eficaz. Em Jacarta a temperatura média é 27,6 °C.
| Dados climatológicos para Jacarta | Dados climatológicos para Jacarta | Dados climatológicos para Jacarta | Dados climatológicos para Jacarta | Dados climatológicos para Jacarta | Dados climatológicos para Jacarta | Dados climatológicos para Jacarta | Dados climatológicos para Jacarta | Dados climatológicos para Jacarta | Dados climatológicos para Jacarta | Dados climatológicos para Jacarta | Dados climatológicos para Jacarta | Dados climatológicos para Jacarta | Dados climatológicos para Jacarta |
| Mês                               | Jan                               | Fev                               | Mar                               | Abr                               | Mai                               | Jun                               | Jul                               | Ago                               | Set                               | Out                               | Nov                               | Dez                               | Ano                               |
| --------------------------------- | --------------------------------- | --------------------------------- | --------------------------------- | --------------------------------- | --------------------------------- | --------------------------------- | --------------------------------- | --------------------------------- | --------------------------------- | --------------------------------- | --------------------------------- | --------------------------------- | --------------------------------- |
| Temperatura máxima recorde (°C)   | 33                                | 33                                | 34                                | 35                                | 35                                | 36                                | 33                                | 36                                | 36                                | 39                                | 38                                | 38                                | 39                                |
| Temperatura máxima média (°C)     | 28                                | 29                                | 30                                | 31                                | 31                                | 31                                | 31                                | 31                                | 32                                | 32                                | 31                                | 30                                | 31                                |
| Temperatura mínima média (°C)     | 24                                | 24                                | 24                                | 24                                | 24                                | 24                                | 23                                | 23                                | 24                                | 24                                | 24                                | 24                                | 24                                |
| Temperatura mínima recorde (°C)   | 22                                | 20                                | 21                                | 22                                | 21                                | 19                                | 19                                | 19                                | 19                                | 16                                | 20                                | 21                                | 16                                |
| Precipitação (mm)                 | 284,5                             | 256,5                             | 236,2                             | 144,8                             | 109,2                             | 50,8                              | 27,9                              | 15,2                              | 12,7                              | 48,3                              | 124,5                             | 238,8                             | 1 470,7                           |
| Fonte: weatherbase e BBC          |                                   |                                   |                                   |                                   |                                   |                                   |                                   |                                   |                                   |                                   |                                   |                                   |                                   |

## Administração

### KotaouKotamadya(cidades) de Jacarta
Oficialmente e administrativamente, Jacarta não é uma cidade, mas uma província com estatuto especial como capital da Indonésia. Tem um governador (ao invés de um prefeito), e está dividida em várias sub-regiões com sistemas administrativos próprios. Como uma próvíncia, o nome oficial de Jacarta é Daerah Khusus Ibukota Jakarta ("Território Especial da Capital Jacarta"), que em indonésio é abreviado de DKI Jakarta.
Jacarta é dividida em 5 kota ou kotamadya ("cidades" — anteriormente municípios), cada uma administrada por um prefeito, e uma kabupaten (regência) administrada por um regente. Em agosto de 2007, Jacarta realizou sua primeira eleição para escolher um governador — anteriormente os governadores da cidade eram nomeados pelo parlamento local. A votação faz parte de um movimento de descentralização em todo o país, permitindo a eleição direta local em diversas áreas.
As cidades de Jacarta são:
- Jacarta Central (Jakarta Pusat) é a menor cidade de Jacarta e onde se localiza a maioria dos centros administrativos e políticos de Jacarta. Ela é caracterizada por grandes parques e construções coloniais holandesas. Entre os pontos de destaque estão o Monumento Nacional (Monas), a Mesquita Istiqlal e museus.[19]
- Jacarta Ocidental (Jakarta Barat) possui a maior concentração de indústrias de pequeno porte de Jacarta. A cidade abriga a Chinatown de Jacarta e entre os pontos de destaque estão o edifício Langgam Chinês e o edifício Toko Merah. Jacarta Ocidental contém parte da Antiga Jacarta (Kota Tua Jakarta).[20]
- Jacarta do Sul (Jakarta Selatan), originalmente projetada como uma cidade satélite, atualmente abriga grandes shopping centers e ricas áreas residenciais. Jakarta do Sul funciona como depósito temporário para as águas subterrâneas de Jacarta,[21] mas, recentemente, as áreas verdes estão ameaçadas por novos projetos. Grande parte do centro financeiro de Jacarta está concentrada em Setia Budi, Jacarta do Sul, e na vizinha Tanah Abang/Sudirman na Jacarta Central.
- Jacarta Oriental (Jakarta Timur) é caracterizada pela presença de diversos setores industriais.[22] Há ainda algumas áreas de pântanos e campos de arroz nesta cidade.[22]
- Jacarta do Norte (Jakarta Utara) é a única cidade de Jacarta que é banhada pelo mar (Mar de Java). É o local do porto de Tanjung Priok. Indústrias de grande e médio porte estão concentradas nesta cidade. Em Jacarta do Norte se localiza a Antiga Jacarta, conhecida anteriormente como Batavia desde o século XVII, antigo centro da atividade comercial da Companhia Holandesa das Índias Orientais na Índias Orientais Neerlandesas. Também se localiza em Jacarta do Norte o "País da Fantasia de Ancol" (Taman Impian Jaya Ancol), atualmente a maior área de turismo integrada do Sudeste Asiático.[23]

A única regência (Kabupaten) de Jacarta é:
- Mil Ilhas (Kepulauan Seribu), anteriormente um subdistrito de Jacarta do Norte, é um conjunto de 105 pequenas ilhas localizadas no Mar de Java. Tem um alto valor de conservação devido a seus ecossistemas, únicos e especiais. O turismo marítimo, como o mergulho, o pedalinho e o windsurf, é a atividade turística mais importante deste território. O principal meio de transporte entre as ilhas são os barcos a motor e as pequenas balsas.[24]

| Cidade/Regência   | Área (km²) | População total (registrada)(2007) | População total (2007) | Densidade (km²) |
| ----------------- | ---------- | ---------------------------------- | ---------------------- | --------------- |
| Jacarta do Sul    | 141,27     | 1 730 680                          | 2 100 930              | 14 872          |
| Jacarta Oriental  | 188,03     | 2 159 785                          | 2 421 419              | 12 878          |
| Jacarta Central   | 48,13      | 880 286                            | 889 680                | 18 485          |
| Jacarta Ocidental | 129,54     | 1 562 837                          | 2 172 878              | 16 774          |
| Jacarta do Norte  | 146,66     | 1 200 958                          | 1 453 106              | 9 908           |
| Mil Ilhas         | 8,7        | 19 915                             | 19 980                 | 2 297           |

## Transporte

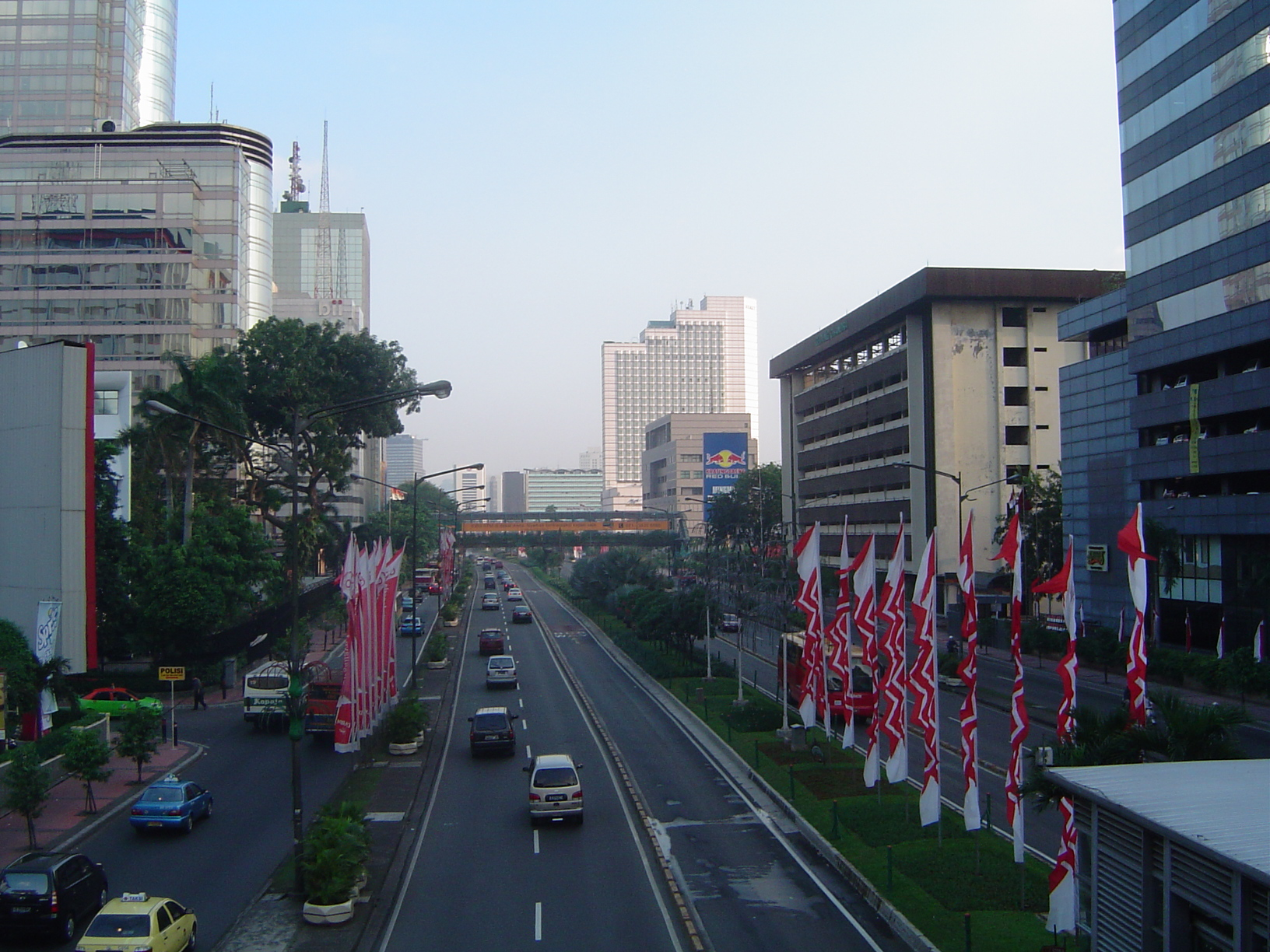
Avenida principal do centro de Jacarta.

Há estradas de ferro durante toda Jacarta; entretanto, são inadequadas em fornecer o transporte para os cidadãos de Jacarta. Em horas de pico, o número dos passageiros excede a capacidade. As trilhas da estrada de ferro conectam Jacarta a suas cidades metropolitanas: Depok e Bogor ao sul, Tangerang e Serpong ao oeste, e Bekasi, Karawang, e Cikampek ao leste. As principais estações ferroviárias são Gambir, Jatinegara, Pasar Senen, Manggarai, Tanah Abang e Jakarta Kota.
As linhas de ônibus levam menos que meia-hora para atravessar uma rota que normalmente leva mais que uma hora durante horas de pico. A construção dos segundos e terceiros corredores de ônibus foi terminada em 2006, servindo à rota de Pulogadung a Kalideres. A linha de ônibus que serve desde Blok M até Jacarta Kota está operacional desde janeiro de 2004.

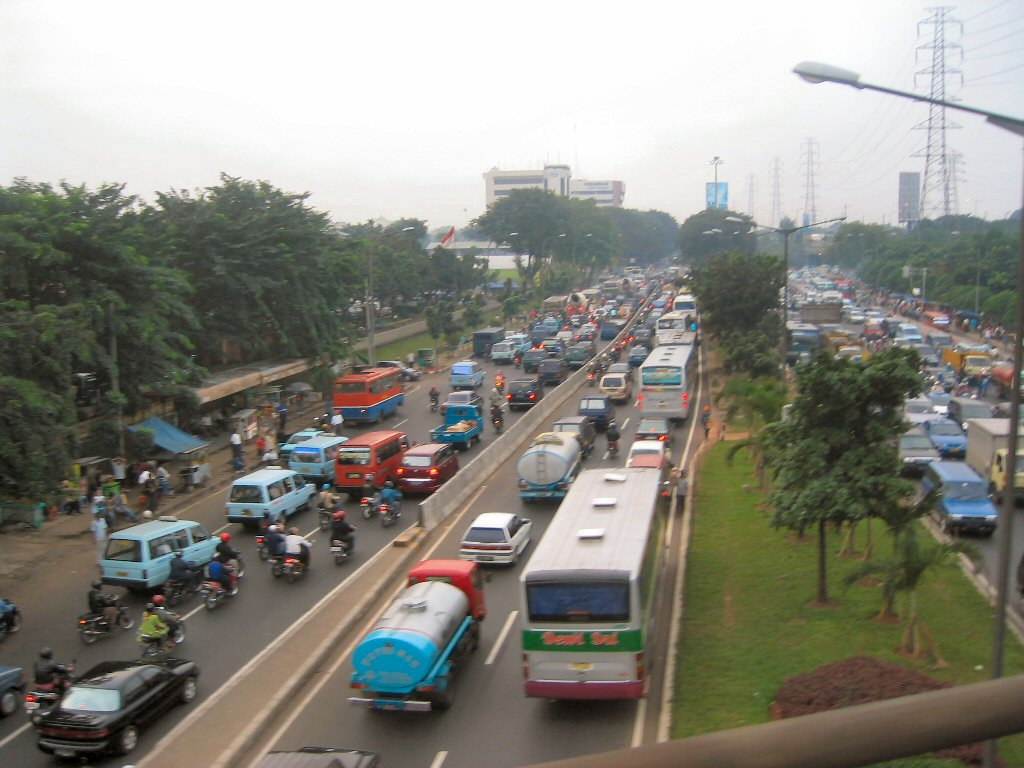
O trânsito de Jacarta.

Apesar da presença de muitas estradas largas, Jacarta sofre com o congestionamento devido ao tráfego pesado, especialmente centro comercial da cidade. Para reduzir os congestionamentos, algumas estradas principais em Jacarta têm uma lei "três em um" durante as horas de pico, introduzidas primeiramente em 1992, proibindo menos de três passageiros por carro em determinadas estradas. Em 2005, esta lei também passou a valer na estrada de Gatot Subroto.
Isto apresentou uma oportunidade econômica para aqueles que têm somente duas pessoas no carro, um "joki" (que significa "jockey") cobra para aqueles que querem viajar pelo trecho interditado. Isto custa atualmente em torno de 5 000 rupias, e há muitos jóqueis na entradas dos trechos interditados.
As estradas de Jacarta são notavelmente conhecidas pelo comportamento indisciplinado do condutor; as leis da estrada são quebradas com impunidade e a polícia local não é muito rígida. As linhas da estradas são desconsideradas pelos motoristas e não é incomum ver carros viajando na contra-mão. Além disso, em anos recentes o número das motocicletas nas ruas tem crescido exponencialmente. O mar de pequenas motocicletas de 100-200 cc, cria muita poluição no ar e muita poluição sonora, sendo essa uma das pragas de Jacarta.

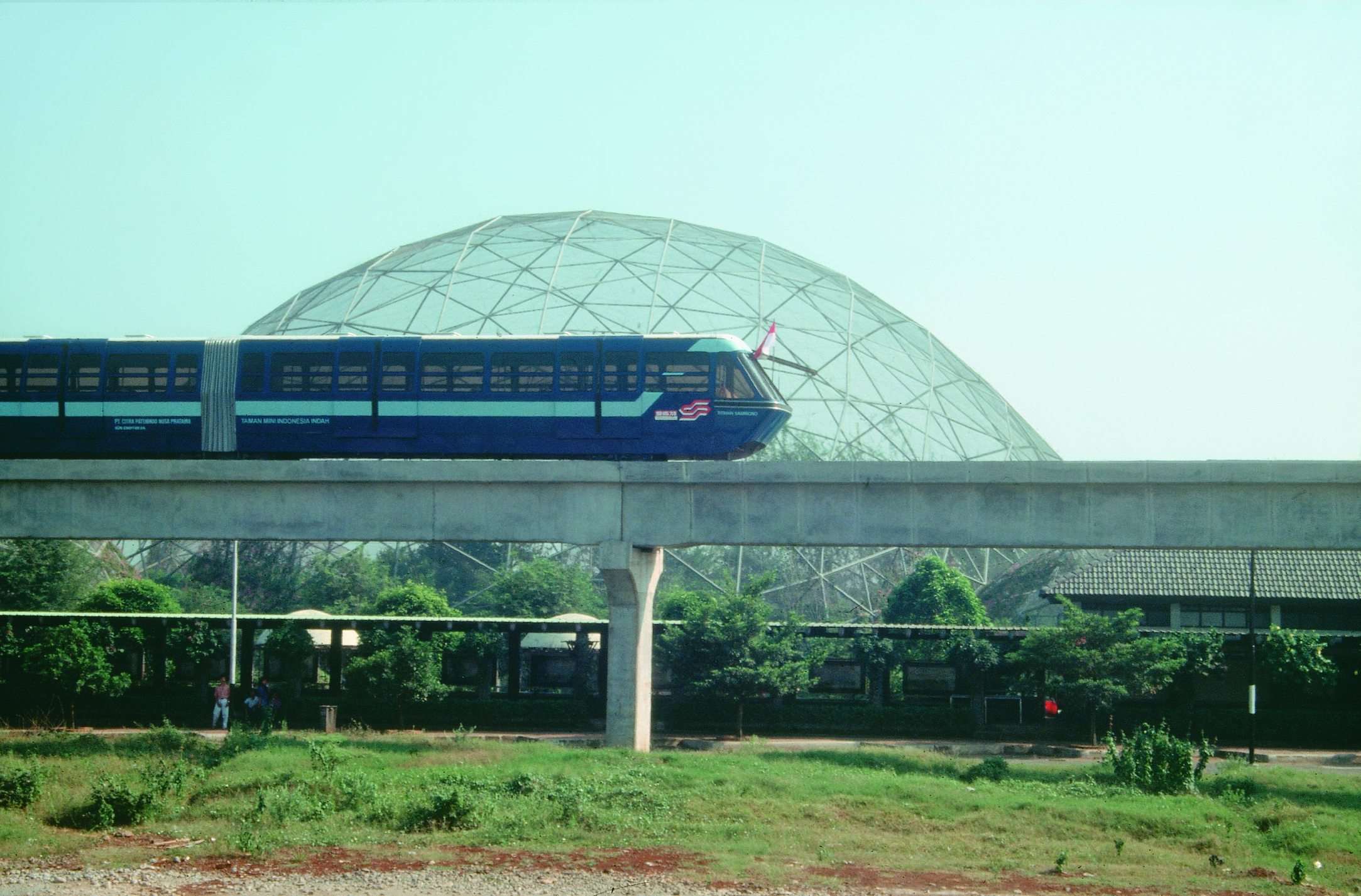
Sistema Aeromóvel: tecnologia brasileira operando em Jacarta.

Uma estrada exterior do anel agora está sendo construída e é em parte operacional de Cilincing–Cakung–Pasar Rebo–Pondok Pinang-Daan Mogot–Cengkareng. Uma estrada de pedágio conecta Jacarta ao Aeroporto Internacional de Soekarno-Hatta no norte de Jacarta. É conectado também através da estrada de pedágio o porto de Merak e Tangerang ao oeste e o Bekasi, Cibitung e Karawang, Purwakarta e Bandung ao leste.
Duas linhas do Monotrilho de Jacarta estão sob a construção: a linha verde servindo Semanggi-Estrada Casablanca-Kuningan-Semanggi e a linha azul servindo Kampung Melayu-Estrada Casablanca-Tanah Abang-Roxy.
O Metrô de Jacarta começou a funcionar em março de 2019.
Em Jacarta opera a primeira linha comercial do Sistema Aeromóvel no mundo, tecnologia brasileira de transporte de passageiros. Trata-se de um anel de 3,2 km e seis estações localizado no interior do complexo Taman Mini Indonesia Indah.

## Esportes

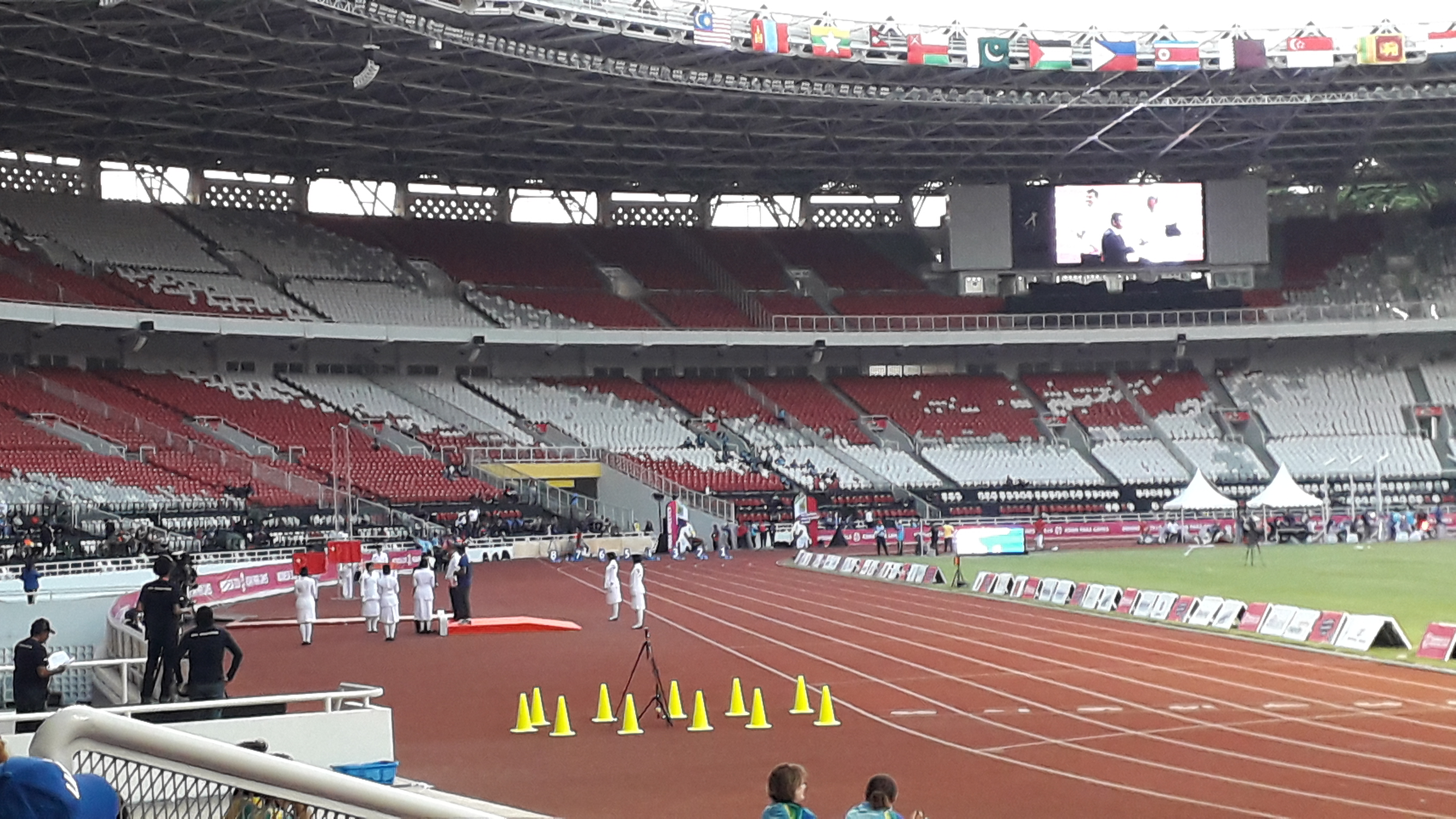
Estádio Gelora Bung Karno.

O principal local de competição é o Complexo Esportivo Senayan, construído para os Jogos Asiáticos de 1962, a cidade também sedou os Jogos Asiáticos de 2018 e também da Copa da Ásia de 2007.

## Cidades-irmãs
Jacarta tem as seguintes cidades irmãs:
| - Pequim, China - Berlim, Alemanha - Budapeste, Hungria - Istambul, Turquia - Jidá, Arábia Saudita |  | - Los Angeles, EUA - Manchester, Reino Unido - Bombaim, Índia - Sydney, Austrália - Paris, França |  | - Roterdã, Holanda - Recife, Brasil - Seul, Coreia do Sul - Tóquio, Japão - Pyongyang, Coreia do Norte - Shangai,China |